# Siêu cúp Anh 2023
FA Community Shield 2023 (hay Siêu Cúp Anh 2023 theo truyền thông tiếng Việt) là trận tranh danh hiệu FA Community Shield thứ 101, một trận đấu bóng đá thường niên trước mùa giải diễn ra giữa đội vô địch Ngoại hạng Anh mùa trước và đội vô địch Cúp FA mùa trước. Trận đấu diễn ra vào ngày 6 tháng 8 năm 2023 tại sân vận động Wembley. Do Manchester City đã vô địch cả hai giải đấu Ngoại hạng Anh và Cúp FA nên đối thủ của họ sẽ là á quân của Premier League mùa trước, Arsenal.
Arsenal thắng 4–1 trên chấm luân lưu sau khi hòa 1–1 trong 90 phút. Đây là chiếc cúp cạnh tranh đầu tiên của Arsenal kể từ khi giành được FA Community Shield 2020, khiến Man City trở thành câu lạc bộ đầu tiên thua ba trận Community Shield liên tiếp kể từ trận thua của đối thủ cùng thành phố Man United từ năm 1998 đến 2001. Arsenal cũng trở thành đội vô địch Community Shield đầu tiên không vô địch Ngoại hạng Anh hay FA Cup mùa trước kể từ Manchester United năm 2010.
Trận đấu ban đầu được lên kế hoạch bắt đầu lúc 17:30 BST, tuy nhiên điều này đã vấp phải sự chỉ trích từ những người hâm mộ Manchester City, những người phàn nàn về việc có thể bị gián đoạn việc di chuyển đến trận đấu. Do đó, Hiệp hội bóng đá Anh đã dời trận đấu bắt đầu sang 16:00 cùng ngày. Trận đấu được truyền hình trực tiếp trên ITV1 và ITVX.

## Mùa giải trước
Manchester City đủ điều kiện tham dự FA Community Shield 2023 với tư cách là đội vô địch Giải bóng đá Ngoại hạng Anh 2022–23. Câu lạc bộ sau đó đối đầu với kình địch địa phương Manchester United trong trận chung kết Cúp FA 2023, tất nhiên là để hoàn tất cú ăn ba châu lục. Manchester City đã đánh bại đội bóng của Erik ten Hag để giành FA Cup lần thứ bảy và kết quả là Arsenal đã đủ điều kiện tham dự FA Community Shield 2023 với tư cách á quân Premier League. Đây là trận tái đấu của FA Charity Shield 1934 và FA Community Shield 2014, Arsenal thắng lần lượt 4–0 và 3–0.
Arsenal là đội chủ nhà của trận đấu. Trận đấu trở lại Wembley trong năm 2023 sau khi năm kỷ niệm 100 năm thành lập giải được chuyển đến Sân vận động King Power của Leicester City do trận chung kết Giải vô địch bóng đá nữ châu Âu 2022.

## Trận đấu

### Diễn biến

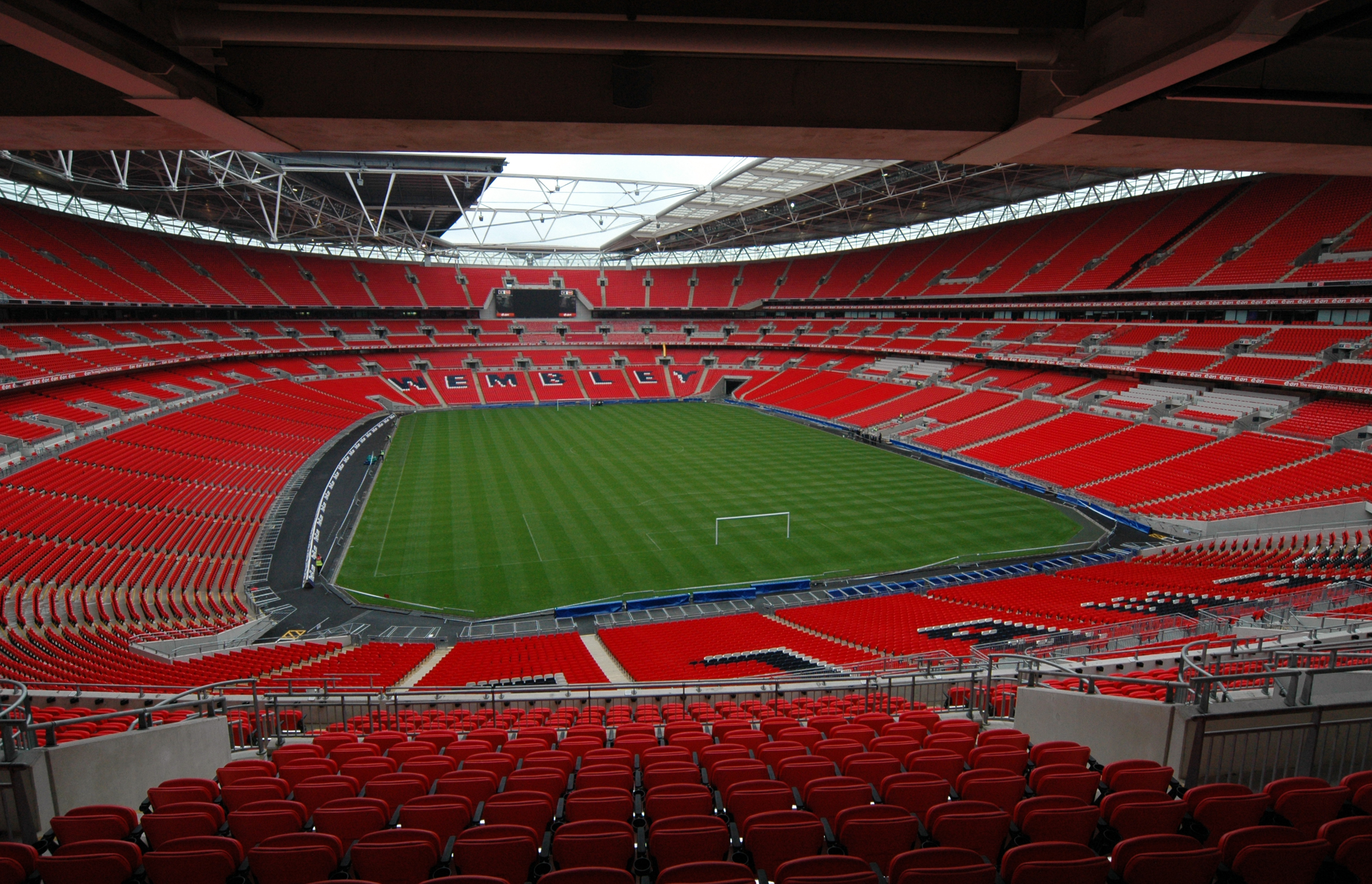
Sân vận động Wembley ở Luân Đôn tổ chức trận đấu này.

Ở phút 77, Cole Palmer đưa Manchester City vượt lên dẫn trước sau khi anh nhận bóng bên cánh phải rồi cắt vào trong trước khi tung cú sút chân trái từ trong vòng cấm vào góc trái khung thành của Aaron Ramsdale. Leandro Trossard gỡ hòa cho Arsenal ở phút bù giờ thứ 11, sau khi anh ấy thực hiện một nỗ lực từ ngay trong vòng cấm, khiến hậu vệ Manuel Akanji phạm lỗi nặng, khiến thủ môn Stefan Ortega phạm sai lầm và đi vào lưới, trận đấu hòa 1-1 vào cuối trận và đưa trận đấu đến loạt sút luân lưu. Kevin De Bruyne và Rodri đều sút hỏng quả phạt đền và việc Fábio Vieira ghi bàn thắng quyết định ở góc trên bên trái giúp Arsenal giành được Community Shield lần thứ năm sau mười năm.

### Chi tiết
| Arsenal                               | 1–1      | Manchester City             |
| ------------------------------------- | -------- | --------------------------- |
| - Trossard 90+11'                     | Chi tiết | - Palmer 77'                |
| Loạt sút luân lưu                     |          |                             |
| - Ødegaard - Trossard - Saka - Vieira | 4–1      | - De Bruyne - Silva - Rodri |

| Arsenal | Manchester City |

| GK               | 1            | Aaron Ramsdale      |     |     |
| RB               | 4            | Ben White           |     |     |
| CB               | 2            | William Saliba      |     |     |
| CB               | 6            | Gabriel Magalhães   | 66' | 87' |
| LB               | 12           | Jurriën Timber      |     | 76' |
| CM               | 41           | Declan Rice         |     | 81' |
| CM               | 5            | Thomas Partey       | 8'  |     |
| RW               | 7            | Bukayo Saka         |     |     |
| AM               | 8            | Martin Ødegaard (c) |     |     |
| LW               | 11           | Gabriel Martinelli  |     | 75' |
| CF               | 29           | Kai Havertz         | 27' | 87' |
| Danh sách dự bị: |              |                     |     |     |
| GK               | 30           | Matt Turner         |     |     |
| DF               | 3            | Kieran Tierney      |     | 76' |
| DF               | 15           | Jakub Kiwior        |     |     |
| DF               | 16           | Rob Holding         |     |     |
| DF               | 18           | Takehiro Tomiyasu   |     |     |
| MF               | 10           | Emile Smith Rowe    |     | 87' |
| MF               | 21           | Fábio Vieira        |     | 87' |
| FW               | 14           | Eddie Nketiah       |     | 81' |
| FW               | 19           | Leandro Trossard    |     | 75' |
| Huấn luyện viên: |              |                     |     |     |
| Mikel Arteta     | Mikel Arteta | Mikel Arteta        | 17' |     |

| GK               | 18 | Stefan Ortega   |     |     |
| RB               | 2  | Kyle Walker (c) |     |     |
| CB               | 5  | John Stones     |     |     |
| CB               | 3  | Rúben Dias      |     |     |
| LB               | 25 | Manuel Akanji   |     |     |
| CM               | 16 | Rodri           |     |     |
| CM               | 8  | Mateo Kovačić   |     | 64' |
| RW               | 20 | Bernardo Silva  |     |     |
| AM               | 19 | Julián Álvarez  | 31' |     |
| LW               | 10 | Jack Grealish   |     | 58' |
| CF               | 9  | Erling Haaland  |     | 64' |
| Danh sách dự bị: |    |                 |     |     |
| GK               | 31 | Ederson Moraes  |     |     |
| DF               | 14 | Aymeric Laporte |     |     |
| DF               | 21 | Sergio Gómez    |     |     |
| DF               | 82 | Rico Lewis      |     |     |
| MF               | 4  | Kalvin Phillips |     |     |
| MF               | 17 | Kevin De Bruyne |     | 64' |
| MF               | 47 | Phil Foden      |     | 58' |
| MF               | 80 | Cole Palmer     |     | 64' |
| MF               | 87 | James McAtee    |     |     |
| Huấn luyện viên: |    |                 |     |     |
| Pep Guardiola    |    |                 |     |     |

| Cầu thủ xuất sắc nhất trận đấu: Leandro Trossard (Arsenal) Trợ lý trọng tài: Tim Wood (Gloucestershire) Dan Robathan (Norfolk) Trọng tài thứ tư: John Brooks (Leicestershire) Trợ lý trọng tài dự phòng: Steve Meredith (Nottinghamshire) Trợ lý trọng tài video: Michael Salisbury (Lancashire) Neil Davies (Luân Đôn) | Match rules - 90 phút. - Loạt luân lưu được sử dụng nếu trận đấu hòa. - Có 9 cầu thủ dự bị, có thể sử dụng 6 cầu thủ. |